# Novi Travnik
Novi Travnik je grad u središtu Županije Središnje Bosne na nadmorskoj visini od 516 metara. Od 1980. do 1992. grad je nosio ime Pucarevo po Đuri Pucaru. Grad zauzima 232 km2, ima 52 naseljena mjesta te je organiziran u 17 mjesnih zajednica.
Grad je smješten najvećim dijelom u dolini rječice Grlovnice, između planina Vilenice, Komara, Radovana i Vranice. Okružen je općinama: Travnik, Vitez, Fojnica, Uskoplje i Bugojno.

## Povijest
Grad je utemeljen 1949. godine za radnike novoosnovane tvornice MMK "Bratstvo", te je nazvan Novi Travnik (prema obližnjem starom gradu Travniku). 
Prvotno se zvao Kasapovići prema obližnjem selu Kasapovićima. U novo naselje doselili su i stručnjaci iz cijele bivše države, iz Slovenije, Hrvatske i Srbije.
Godine 1981. preimenovan je u Pucarevo, po Đuri Pucaru, partizanskom heroju iz 2. svjetskog rata. Staro, izvorno ime Novi Travnik vraćeno je 1990. godine.
U ratu u BiH, u Novom Travniku djelovala je postrojba HOS-a Žigosani.
Od travnja 1992. godine pripadnici srpskih paravojnih snaga i JNA napadaju civilno pučanstvo Općine Travnika i ostale prostore Središnje Bosne. Zborno područje HVO Vitez na proljeće 1992. godine oslobodio je bez borbe vojarnu u Novom Travniku i drugdje po Srednjoj Bosni (Travnik, Busovača, Kiseljak, Vitez). Tek su za skladište oružja u Slimenima kod Travnika poduzeli oružanu akciju, pri čemu su poginula dvojica pripadnika HVO Vitez, a JNA je za osvetu iz zrakoplova raketirala Busovaču. Hrvati su tako uspostavili obranu.
Travnička brigada HVO-a i pripadnici postrojbi Zbornog područja HVO-a Vitez uspostavili su obrambene crte na padinama Vlašića u dužini od 60 kilometara. Odlučili su poduzeti akciju zauzimanja strateški važne kote Galice. Dana 14. svibnja 1992. snage HVO zauzele su strateški važnu kotu Galicu (1460 m), s koje se vidi Lašvanska dolina. Vojni i politički čelnici HVO Središnje Bosne pozvali su tadašnje muslimanske vojne čelnike da im se u toj operaciji pridruže,[nedostaje izvor] no to se nije dogodilo.[nedostaje izvor]
Sutradan, 15. svibnja snage bosanskih Srba su zarobile i okrutno ubile četrnaestoricu pripadnika travničkog HVO-a na Vlašiću i to je bio prvi je masovni zločin kojeg su srpske snage počinile nad Hrvatima u Središnjoj Bosni. Nakon ovoga zločina, srpske su snage napale i zauzele devet hrvatskih sela na području općine Travnik te protjerale 5000 Hrvata stanovnika tih sela. Nakon što je HVO zauzeo Galicu i prostore Vlašića, srpske su snage granatirale[nedostaje izvor] Travnik i Novi Travnik, kao i dijelove Zenice tijekom 1993., a čelnici bošnjačko-muslimanske vojske za to su optužili HVO.[nedostaje izvor]
Lipnja 1992. HVO je bez pomoći Armije BiH u susjednom Novom Travniku zauzeo tvornicu oružja Bratstvo. Tad je došlo do sukoba između HVO-a i Armije BiH jer je Armija BiH smatrala da im pripada dio oružja. VOS SZ[Što znači ova kratica?] Hercegovina izvijestio je 8. svibnja 1992. da u Novom Travniku nije bio dobar odnos Hrvata i Muslimana, dok je u Travniku bio dobar. U Novom Travniku je pri osvajanju vojarne JNA i postavljanja zastave došlo je do velikog raskola između Hrvata i Muslimana i čak je prijetila opasnost da dođe do potpunog raskola. Taj raskol do davanja izvješća još nije bio uklonjen.
U bošnjačko-hrvatskom sukobu koji je slijedio nakon toga Armija BiH je zauzela južni i središnji dio općine, kao i sjeveroistok, dok je HVO zadržao nadzor nad većinom grada, osim ulice Kalinske i dijela oko nje koji je nadzirala Armija BiH.

## Stanovništvo
| Stanovništvo općine Novi Travnik |                  |                  |                |
| godina popisa                    | 1991.            | 1981.            | 1971.          |
| Hrvati                           | 12.162 (39,59 %) | 10.548 (40,33 %) | 9852 (43,12 %) |
| Muslimani                        | 11.625 (37,85 %) | 9164 (35,03 %)   | 8200 (35,89 %) |
| Srbi                             | 4097 (13,33 %)   | 3521 (13,46 %)   | 4129 (18,07 %) |
| Jugoslaveni                      | 2132 (6,94 %)    | 2308 (8,82 %)    | 301 (1,31 %)   |
| ostali i nepoznato               | 697 (2,26 %)     | 613 (2,34 %)     | 365 (1,59 %)   |
| ukupno                           | 30.713           | 26.154           | 22.847         |

#### Novi Travnik (naseljeno mjesto), nacionalni sastav
| Novi Travnik       |                |                |                |
| godina popisa      | 1991.          | 1981.          | 1971.          |
| Srbi               | 3200 (27,77 %) | 2464 (29,08 %) | 2897 (43,36 %) |
| Muslimani          | 3176 (27,56 %) | 1783 (21,04 %) | 1415 (21,17 %) |
| Hrvati             | 2751 (23,87 %) | 1985 (23,42 %) | 1778 (26,61 %) |
| Jugoslaveni        | 1887 (16,37 %) | 1899 (22,41 %) | 275 (4,11 %)   |
| ostali i nepoznato | 508 (4,40 %)   | 342 (4,03 %)   | 316 (4,72 %)   |
| ukupno             | 11.522         | 8473           | 6681           |

### Popis 2013.
| Stanovništvo općine Novi Travnik |                  |
| godina popisa                    | 2013.            |
| Hrvati                           | 11.002 (46,16 %) |
| Bošnjaci                         | 12.067 (50,63 %) |
| Srbi                             | 367 (1,54 %)     |
| ostali i nepoznato               | 396 (1,66 %)     |
| ukupno                           | 23.832           |

| Novi Travnik – naseljeno mjesto |                |
| godina popisa                   | 2013.          |
| Hrvati                          | 4815 (53,45 %) |
| Bošnjaci                        | 3624 (40,23 %) |
| Srbi                            | 329 (3,65 %)   |
| ostali i nepoznato              | 240 (2,66 %)   |
| ukupno                          | 9008           |

## Naseljena mjesta
Općinu Novi Travnik sačinjavaju sljedeća naseljena mjesta:
Balići, 
Bistro, 
Božići, 
Bučići, 
Budušići, 
Bugojčići, 
Bukvići, 
Čakići, 
Čehova, 
Dahovo, 
Donje Pećine, 
Duboko, 
Djakovići, 
Gornje Pećine, 
Hadžići, 
Has, 
Isakovići, 
Kasapovići, 
Kopila, 
Kovačići, 
Krnjića Potok, 
Lisac, 
Margetići, 
Monjići, 
Nević Polje, 
Nova Opara, 
Novi Travnik, 
Opara, 
Orašac, 
Pečuj, 
Petačići, 
Potočani, 
Pribilovići, 
Pričani, 
Rankovići, 
Rastovci, 
Rat, 
Reput, 
Ruda, 
Sebešić, 
Seona, 
Sinokos, 
Stojkovići, 
Šenkovići, 
Torine, 
Trenica, 
Trnovac, 
Turalići, 
Vejzovići, 
Vodovod, 
Zenepići i 
Zubići.

## Poznate osobe
- fra Marijan Šunjić, biskup i franjevac
- fra Drago Kolar, franjevac
- Jelica Selak, hrv. pjesnikinja
- Zdenko Jurišić, hrv. kipar
- Franjo Topić, teolog
- Karlo Šimičić, džudaš, najuspješniji športaš ŽSB 2018. i triput zaredom najbolji športaš Novog Travnika[8]
- Nikola Franjić, fotograf[9]
- Drago Slipac, hrv. književnik iz BiH
- Marinko Slipac, hrv. umjetnik i znanstvenik iz BiH
- Darko Dražić, hrv. nogometaš i trener

## Spomenici i znamenitosti
- Stari hrast u Rankovićima
- Samostan Drinskih Mučenica Družbe Kćeri Božje Ljubavi[10]
- Islamski centar i čaršijska džamija
- Nekropola žrtvama fašizma Smrike
- Samostan Družbe sestara Milosrdnog Isusa u Pribilovićima

## Mediji
U Novom Travniku djelovala je do 2009. radijska postaja na hrvatskom jeziku Radiopostaja Novi Travnik, a od 2013. djeluje radijska postaja na hrvatskom jeziku Drukčiji radio.

## Kultura
- Međunarodni festival dječje glazbe Dok teče Lašva.[11]
- Zavičajna zbirka Baština
- Botanički vrt Stari – Carski hrast
- Rujanski susreti

## Šport
- NK Novi Travnik
- SSK Bratstvo Novi Travnik
- KNK Bobovac Novi Travnik
- Karate klub Orhideja Novi Travnik
- Judo klub FTM Novi Travnik
- LDF Novi Travnik – športsko plesni fitness klub
- PSD Pavlovica, planinarsko društvo
- KK Novi Travnik
- Novotravničke mažoretkinje
- RK Novi Travnik

Božićni malonogometni turnir Novi Travnik održava se od 1984. Održava se i tradicionalni malonogometni Turnir u fudbalu Bratstvo.

## Vanjske poveznice
- Općina Novi Travnik  Arhivirana inačica izvorne stranice od 19. lipnja 2017. (Wayback Machine)
- Župa Uzašašća Gospodinova – Novi Travnik  Arhivirana inačica izvorne stranice od 23. ožujka 2010. (Wayback Machine)
- Portal novitravnik.org